# Dalmacija (rimska provinca)
Dalmacija (latinsko Dalmatia), antična rimska provinca, ki je obsegala sedanjo Dalmacijo in Istro ter njuno zaledje. Ime je dobila verjetno po ilirskem plemenu Dalmatov, ki je v klasični antiki živelo na vzhodni obali Jadranskega morja.

## Zgodovina
Ozemlje Dalmacije je bilo od 4. st. pr. n. št. do ilirskih vojn, ki so se začele v 220. letih pr. n. št., severni del Ilirskega kraljestva.  Leta 168 pr. n. št. je ozemlje južno od Neretve postalo protektorat Rimske republike. Ozemlje severno od Neretve je prehajalo v rimsko posest postopoma, dokler ni bila v letih 32-27 pr. n. št.  uradno ustanovljena rimska provinca Ilirik.  
Dalmatinska regija je postala del Ilirika. Od leta 6 do 9 so se Dalmati, skupaj s Panonci, večkrat uprli rimski oblasti in bili leta 10 dokončno poraženi. Provinca Ilirik se je zatem razdelila na provinci Panonijo in Dalmacijo, ki se je razširila v notranjost in zajela celotno Dinarsko gorstvo in večino vzhodne jadranske obale.
Zgodovinar Theodore Mommsen v svojem delu Province Rimskega cesarstva piše, da je bila Dalmacija do 4. stoletja popolnoma romanizirana z latinščino kot uradnim  jezikom. Analize arheoloških odkritij iz tistega obdobja kažejo, da je bil proces romanizacije precej selektiven. Mestna središča, tako na obali kot v notranjosti,  so bila skoraj popolnoma romanizirana, medtem ko je bilo stanje na podeželju popolnoma drugačno.  Iliri so kljub močnemu procesu romanizacije govorili svoj jezik, častili svoje bogove in obdržali svoje običaje. Svojo socialno-politično plemensko organizacijo  so prilagodili rimski upravni in politični strukturi samo na najbolj nujnih področjih.  
Po razpadu Zahodnega rimskega cesarstva leta 476 in na začetku preseljevanja narodov so Dalmaciji do leta 535 vladali Goti, potem pa je Justinijan I. Dalmacijo priključil Bizantinskemu cesarstvu. 

## Pomembne osebnosti
V Dalmaciji je bil rojen rimski cesar Dioklecijan, ki je po umiku s položaja cesarja v bližini Salone (v sedanjem Splitu) zgradil Dioklecijanovo palačo.